# Emen (Bułgaria)
Emen (bułg. Емен) – wieś w Bułgarii, w obwodzie Wielkie Tyrnowo, w gminie Wielkie Tyrnowo. W 2024 roku liczyła 4 mieszkańców.
W dniach 6–15 lipca 1984 r. przeprowadzono ekspedycję nauk przyrodniczych w celu zbadania fauny i flory kanionu Eemenu. Jej organizatorem była ówczesna Okręgowa Stacja Młodych Agrobiologów – dawny Komitet Ochrony Środowiska i Instytuty Naukowe Bułgarskiej Akademii Nauk. Zebrano cenne informacje na temat szeregu rzadkich i zagrożonych gatunków kręgowców i roślin wyższych. Wśród ptaków spotykano gadożera (Circaetus gallicus), kanię rudę (Milvus milvus), syczka (Otus scops), hajstrę (Ciconia nigra) i wiele innych. itp.